# Highlands (Terre-Neuve-et-Labrador)
Highlands est un hameau, situé sur l'Île de Terre-Neuve, dans la province de Terre-Neuve-et-Labrador, au Canada.